# Abadía de Latrún
El Monasterio de Latrún o Abadía de Latrún (en hebreo: מנזר השתקנים) Se encuentra a 15 kilómetros al oeste de Jerusalén, en la frontera entre Cisjordania e Israel. Actualmente alberga a los monjes de la Orden Cisterciense de la Estrecha Observancia (Trapenses) y es famosa por su vino.
La abadía fue fundada en 1890 por los monjes trapenses de la Abadía de Sept- Fons de Francia. Plantaron el primer viñedo en 1898, a lo que siguió rápidamente el trabajo de plantaciones de olivos, viñedos, cereales y cítricos. Los religiosos fueron expulsados durante la Primera Guerra Mundial. El lugar estuvo bajo lucha durante la Batalla de Latrún en 1948 y estuvo bajo el poder de Jordania después de la guerra. En 1970, los monjes de la abadía prestaron parte de sus tierras para la fundación de la villa de paz Neve Shalom - Wahat al Salam.
En 2012 colonos judíos extremistas incendiaron la puerta del monasterio y pintaron eslóganes anticristianos en el edificio, hecho que fue condenado por el gobierno de Israel.